# Cameron Lake, British Columbia
Cameron Lake är en sjö i Kanada.   Den ligger i provinsen British Columbia, i den sydvästra delen av landet, 3 600 km väster om huvudstaden Ottawa. Cameron Lake ligger 185 meter över havet. Arean är 477 kvadratkilometer. Den sträcker sig 1,6 kilometer i nord-sydlig riktning, och 5,6 kilometer i öst-västlig riktning.
I omgivningarna runt Cameron Lake växer i huvudsak barrskog. Runt Cameron Lake är det glesbefolkat, med 13 invånare per kvadratkilometer.